# Pemandangan
Il Pemandangan era un quotidiano in lingua indonesiana pubblicato nelle Indie orientali olandesi (o successivamente in Indonesia) tra il 1933 e il 1958. Era uno dei pochi giornali locali a cui inizialmente era stato permesso di operare durante l'occupazione giapponese delle Indie orientali olandesi.

## Storia
Il giornale venne fondato l'8 aprile 1933 dal giornalista Saeroen. Nei primi mesi dopo il primo numero, uscito in quella stessa data, le vendite non furono in grado di coprire le spese e così il proprietario della piantagione locale R.H. Oene Djoenaidi decide di dargli i fondi necessari. Saeroen scrisse soprattutto editoriali con il nome di penna "Kampret" (pipistrello), caratterizzati da toni accesi e polemici e che comportarono la censura del quotidiano dal governo delle Indie orientali olandesi, che ne evitò addirittura la pubblicazione per una settimana tra il 17 e il 24 maggio 1940.
Pemandangan avrebbe continuato a pubblicare anche dopo l'occupazione giapponese delle Indie orientali olandesi e fu l'unica testata a continuare l'attività durante il primo periodo di occupazione senza alcun arresto, grazie ad una posizione più neutrale nei confronti dei partiti politici, sebbene non priva di slanci nazionalisti. Rappresentò il principale concorrente del giornale sponsorizzato dal Giappone  Asia Raya . In quel periodo, aveva una diffusione giornaliera di 7.000 unità. Fu censurato almeno due volte durante l'occupazione, a causa delle immagini dell'imperatore giapponese Hirohito che erano oscurate dalla bandiera giapponese (ed in entrambi i casi venne arresto il caporedattore Soemanang Soerjowinoto).
All'indomani della Guerra del Pacifico e durante la Rivoluzione nazionale indonesiana, Djoenaidi arruolò il giornalista Rosihan Anwar per utilizzare le strutture di stampa esistenti di Pemandangan per pubblicare un altro giornale, Pedoman. Nel 1953, fu accusato di aver svelato segreti nazionali - in particolare, circa i nuovi stipendi dei dipendenti pubblici e investimenti stranieri in ventuno imprese - in una colonna, e il suo caporedattore Asa Bafaqih venne processato. Questi accettò la piena responsabilità, rifiutandosi però di rivelare i nomi degli informatori in conformità con il  codice giornalistico. L'indagine fu infine interrotta dal procuratore generale dell'Indonesia a quel tempo,  Soeprapto.
Chiuse definitivamente nel 1958.